# Reprezentacja Cypru w piłce wodnej mężczyzn
Reprezentacja Cypru w piłce wodnej mężczyzn – zespół, biorący udział w imieniu Cypru w meczach i sportowych imprezach międzynarodowych w piłce wodnej, powoływany przez selekcjonera, w którym mogą występować wyłącznie zawodnicy posiadający obywatelstwo cypryjskie. Za jej funkcjonowanie odpowiedzialny jest Cypryjski Związek Pływacki (KOEK), który jest członkiem Międzynarodowej Federacji Pływackiej.

## Historia
Reprezentacja Cypru rozegrała swój pierwszy oficjalny mecz w eliminacjach do Mistrzostw Europy.

## Udział w turniejach międzynarodowych

### Igrzyska olimpijskie
Reprezentacja Cypru żadnego razu nie występowała na Igrzyskach Olimpijskich.

### Mistrzostwa świata
Dotychczas reprezentacji Cypru żadnego razu nie udało się awansować do finałów MŚ.

### Puchar świata
Cypr żadnego razu nie uczestniczył w finałach Pucharu świata.

### Mistrzostwa Europy
Cypryjskiej drużynie żadnego razu nie udało się zakwalifikować do finałów ME.